# اندی گالیناگ
اندی گالیناگ (انگلیسی: Andy Gallinagh؛ زادهٔ ۱۶ مارس ۱۹۸۵) بازیکن فوتبال اهل بریتانیا است.
از باشگاه‌هایی که در آن بازی کرده‌است می‌توان به باشگاه فوتبال هرفورد یونایتد، باشگاه فوتبال استراتفورد تاون، باشگاه فوتبال چلتنهام تاون، و باشگاه فوتبال بث سیتی اشاره کرد.